# Nederlandse kampioenschappen schaatsen afstanden 1988 - 1000 meter vrouwen
De 1000 meter vrouwen op de Nederlandse kampioenschappen schaatsen afstanden 1988 werd gereden januari 1988 in ijsstadion Thialf te Heerenveen. 
Er namen deze editie 16 schaatssters deel. Titelverdedigster was Petra Moolhuizen, zij werd opgevolgd door Ingrid Haringa.

## Uitslag
| #      | Schaatser               | tijd    |
| ------ | ----------------------- | ------- |
| Goud   | Ingrid Haringa          | 1.22,98 |
| Zilver | Anja Bollaart           | 1.23,14 |
| Brons  | Marga Preuter           | 1.23,91 |
| 4      | Boukje Keulen           | 1.24,19 |
| 5      | Christine Aaftink       | 1.24,29 |
| 6      | Sandra Voetelink        | 1.24,37 |
| 7      | Herma Meijer            | 1.24,64 |
| 8      | Petra Moolhuizen        | 1.24,85 |
| 9      | Els Meijer              | 1.24,97 |
| 10     | Sandra Zwolle           | 1.25,00 |
| 11     | Henriët van der Meer    | 1.25,29 |
| 12     | Jacqueline van Straaten | 1.25,71 |
| 13     | Babs Bijlsma            | 1.26,67 |
| 14     | Erna Uitham             | 1.26,79 |
| 15     | Anita Oldenhof          | 1.26,96 |
| 16     | Mariska Hekkers         | 2.12,62 |

Uitslag
1987 · 
1988 · 
1989 · 
1990 · 
1991 · 
1992 · 
1993 · 
1994 · 
1995 · 
1996 · 
1997 · 
1998 · 
1999 · 
2000 · 
2001 · 
2002 · 
2003 · 
2004 · 
2005 · 
2006 · 
2007 · 
2008 · 
2009 · 
2010 · 
2011 · 
2012 · 
2013 · 
2014 · 
2015 · 
2016 · 
2017 · 
2018 · 
2019 · 
2020 · 
2021 · 
2022 · 
2023 · 
2024 · 
2025